# Piper ivonense
Piper ivonense är en pepparväxtart som beskrevs av Truman George Yuncker. Piper ivonense ingår i släktet Piper och familjen pepparväxter. Inga underarter finns listade i Catalogue of Life.